# Ікосаедричне число
Ікосаедри́чне число́ — різновид багатогранних фігурних чисел, пов'язаний з ікосаедром. Загальна формула для {\displaystyle n}-го за порядком ікосаедричного числа {\displaystyle I_{n}}:
{\displaystyle I_{n}={\frac {n(5n^{2}-5n+2)}{2}}}
Перші з ікосаедричних чисел (послідовність A006564 з Онлайн енциклопедії послідовностей цілих чисел, OEIS):
{\displaystyle 1,12,48,124,255,456,742,1128,1629,2260\dots }
Рекурентна формула:
{\displaystyle I_{n}=I_{n-1}+{\frac {15n^{2}-25n+12}{2}};\quad I_{1}=1}
Твірна функція послідовності:
{\displaystyle {\frac {x(1+8x+6x^{2})}{(1-x)^{4}}}=\sum _{n=1}^{\infty }I_{n}x^{n};\quad |x|<1}
Зв'язок з тетраедричними числами {\displaystyle \mathbb {T} _{n}}:
{\displaystyle I_{n}=\mathbb {T} _{n}+8\mathbb {T} _{n-1}+6\mathbb {T} _{n-2}}
Із загальної формули видно, що ікосаедричне число завжди складене (ділиться на {\displaystyle n}).